# Dalia Faitelson

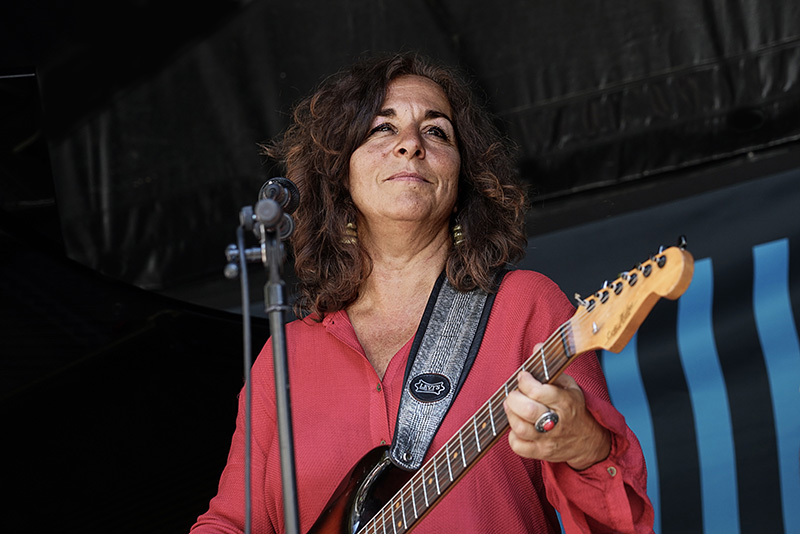
Dalia Faitelson (2018)

Dalia Faitelson (hebräisch דליה פייטלסון; * 14. Dezember 1966 in der Negev) ist eine israelische Musikerin (Gesang, Gitarre, Songwriting), die vor allem im Bereich des World Jazz hervorgetreten ist.

## Leben und Wirken
Faitelson, Tochter einer bulgarischen Mutter und eines israelischen Vaters, studierte zunächst an der Rubin Academy of Music and Dance in Jerusalem, um ihre Studien am Berklee College of Music in Boston fortzusetzen. Sie lebt heute in Kopenhagen.
Unter eigenem Namen veröffentlichte Faitelson seit 1994 Alben bei namhaften Labels. Sie arbeitete mit Musikern wie Randy Brecker, Jerry Bergonzi, Lelo Nika, Adam Nussbaum, Chris Cheek, Jay Anderson, Marilyn Mazur, Manolo Badrena und Café. Im Quintett Bespeak trat sie mit den Vokalkollegen Randi Potoppidan und Anders Børup sowie der Cellistin Soma Allpass und der Pianistin Makiko Hirabayashi auf (Eggs and Hippopotami 2016). Sie ist auch auf Alben von Stine Michel zu hören.

## Preise und Auszeichnungen
Im Jahr 2000 erhielt Faitelson für ihr Album Diamond of the Day einen Danish Music Award; 2005 wurde sie als „Komponist des Jahres“ vom dänischen Komponistenverband ausgezeichnet. 2014 wurde sie bei den Danish Music Awards für As the World Sleeps in der Kategorie „Best Jazz Vocal Album“ nominiert; mit ihrer Band war sie dreimal für den Danish World Music Award nominiert.

## Diskographische Hinweise
- Common Ground (Storyville, 1994, mit Susi Hyldgaard, Johannes Lundberg, Niels Werner Larsen sowie Marilyn Mazur)
- On Rising Spirits (Stunt, 1997)
- Diamond of the Day (Stunt, 2001, mit Chris Cheek, Jerry Bergonzi, Randy Brecker, Adam Nussbaum, Manolo Badrena)
- Point of No Return (Stunt, 2001)[2]
- Movable Clouds (Enja, 2004)
- Pilpel (Double Moon Records, 2007, mit Leo Nika, Thommy Andersson, Jarrod Cagwin)
- Spring Alliance (Calibrated, 2007)
- PilPel: Burning Sensation (Peregrina, 2010)
- The Orient West Choir (Gateway, 2011)
- As the World Sleeps (Tunecore, 2014)
- Powered by Life (Losen, 2018, mit Thomas Clausen, Soma Allpass, Fredrik Damsgaard, Anders Provis, Ayi Solomon)[3]